# 吳敏倫
吳敏倫（英語：Emil Ng Man Lun，1946年10月14日—），生於香港，香港大學前精神科教授:49、香港性教育促進會創會會長，因常於媒體討論性問題知名，綽號「性博士」、「性學大師」。

## 背景

### 早年經歷
吳敏倫於1946年出生在香港，祖籍為廣東順德，為家中唯一的兒子，有兩位姐姐，一位妹妹。父親吳輝揚為一名會八種歐洲語言的語言學家，母親則為家庭主婦。由於其家擁有不少藏書，所以他中學時便閱過不少書籍，比如羅素、馬克思等人的著作，以至《男性性行為》、《性史》、《花花公子》等跟性有關的書籍。:40-41:19
吳敏倫在小中學時期曾三度轉校，曾入讀中華基督教會香港區會灣仔堂小學1年，最後畢業於傳統天主教名校香港華仁書院，成績處於中游水平:41。之後在1965年按父親期望入讀香港大學醫學院，1971年畢業:19，後來畢業後繼續任該院的精神治療學系教授，一邊教學一邊進行研究工作，在近10年研究後獲得博士學位:43。

### 相識徐梅
1968年，吳敏倫以筆名吳梓平的名義在前後三份雜誌上刊登徵友啟事，但直到第三份雜誌《星島畫報》才把其想表達的徵友資訊的正確刊出，成功刊出的一個月後沒有回信為其能看上的:42:19、21。隔年因雜誌內容在越南刊出，而收到住在當地的徐梅的回信，為其觸動，想與其結交，故此回信。在信中簡約介紹自己的興趣，並因身邊的人都說自己是怪胎，而問徐梅：「你願意與怪人做朋友麼？」:22、26-28。之後兩者陸續有通信；到了互通第9封信時，兩者還沒見過對方的樣子便互相愛上對方:42。吳敏倫在一封回信中指：「只知道與你通信愈多，我便愈喜歡你，愈覺得你是個好女子......」:55。到了第10封信左右，兩人便已互寄照片:58。到了第13封信，吳敏倫正式在信中提出求婚:67；徐梅在第16封信中答應跟吳敏倫結婚:79。
1971年6月，吳敏倫從香港大學醫學院畢業後，便到越南跟徐梅及其家長見面，一起度過了八天:42:249，在那迎來了初吻，但沒發生性行為，因他們認為在那時候若意外懷孕，便會影響整個生活計劃:264。徐梅後透過於台灣假結婚的方式，來港跟吳敏倫真結婚，兩者在1972年9月成婚:42。他們後來共生了一子一女。

### 性學之路
吳敏倫因港大精神治療學系內沒有人擔當性治療方面的研究工作，而受命前住英國接受一年的相關訓練:43，在其後也成功獲得美國臨床性學院院士、美國性學委員會創會榮授文憑及註冊性治療家等名涵。回港後便在醫學院為醫學生教授性教育。1976年設立香港第1間性治療診所。1981年任香港家庭計劃指導會教育傳播委員會委員；1985年建立香港性教育促進會並任會長，跟家計會合作推行性教育；1990年倡議並建立亞洲性學聯會組籌會，任主席，1992年該會正式成立，任第1屆會長；1999年第14屆世界性學大會（中國香港，1999年8月26日），任大會主席，並於會上通過《性權宣言》，當中包含了11條性權；世界性健康協會顧問委員會後於2014年對《性權宣言》進行修訂和擴充，令其所包含的性權增至16條。2000年其與香港大學開辦了網上性教育課程；2006年創辦了香港首次性文化節:43。2008年跟眾中國性學家創立世界華人性學家協會，任創始會長。
吳敏倫曾主持香港電台性教育節目《性本善》、新城電台的《一個人好生活》和《今日由而家開始——你理唔理「性」》等有關性的廣播節目。

### 退休
2007年，吳敏倫為了能花更多時間在家庭上，而選擇從港大精神治療學系退休:49。不過仍繼續在各機構或學會擔任顧問的角色，從事性與愛情教育工作。此外又四處攜同妻子一起出外講學:50。

## 觀點

### 婚姻制度
吳敏倫支持多元婚制，他表示：「一夫多妻又行，一妻多夫亦行。不論婚內有多少人，只要大家同意就行。」更表示：「現存的一夫一妻制是維護相信一夫一妻制的人，但世界有好多人不相信，例如回教徒是行一夫四妻的婚制。世界是多元化的，有好多民族有好多婚姻，不需只維持一夫一妻制。」然而此一观点遭到天主教人士抨擊，認为其衝擊着教會的觀念，且指責「性解放導致離婚率上升」。但吳敏倫則反指此制度沒否定過「一夫一妻制」，並有可能會導致離婚率下降，因为社会一旦接受這種婚姻，便可使「第三者」納入婚姻體系中，可避免因此而離婚的情況。

### 人獸交
吳敏倫認為香港把人獸交定為犯罪實屬不合理，因為他認為人類既然可以杀死动物並吃之，那麼禁止人獸交已在逻輯上說不通。並指出人獸交和獸姦的區別，認為「姦」是指強迫對方進行性行為，所以跟没表明自願與否的動物發生性行為不能稱作獸姦。

### 近親性交
吳敏倫認為香港應廢除整條亂倫罪，只要成年人之間互相同意就不用負上任何法律責任。並指許多反對近親性交的理由都是謬誤，例如近親性交容易生「畸胎」的說法——他指出生育並非一定是性交的目的，且只要事前做好檢查，即可以此一問題發生，還認為法律沒有禁止患遺傳病的人結婚生子，所以此理由毫無立足點可言。

### 年齡限制問題
他在接受《明報》訪問時指出，香港的法律上合法性交年齡是十六歲，不過，十八歲以下則不准看色情刊物，這完全不合理，「為何十六歲可以做愛而不可以看色情刊物？我做晒鹹片（色情影片）可以做的事就得，但卻不可以睇鹹書（色情書籍），這完全講不通」。
吳敏倫在《合法性交年龄问题》此一特稿中指出，現行大部分國家的合法性交年龄法律皆未達至合理水平，並限制了他們的性自主權，結果「不是保护儿童，而是对儿童甚至是整个社会的性虐待」。他主張降低現行大部分地區的合法性交年龄，並指出「成人用任何形式性虐待儿童都是不能接受的，包括用自相矛盾、思路不清的性法律来对待他们......[我們]要承认一定程度上的性活动对儿童是必须和有益的」。
對於儿童色情物品，吳敏倫則指出限制之會剝奪了「他们[儿童]展示自己身体和性感一面的自由......在成人方面，它禁止成人对任何儿童发生任何性幻想及一切可引起此类幻想的途径、信息或媒介，已到了钳制信息、出版和思想自由与权利的地步」，並主張取消相關法例。

## 個人著作
| 年分   | 書籍名稱                                               | 出版社               | 國際標準書號       | 參考來源      |
| ------ | ------------------------------------------------------ | -------------------- | ------------------ | ------------- |
| 1985年 | 《性愛維修》                                           | 香港大學精神治療學系 | ISBN 9627124019    | [ 26 ]        |
| 1990年 | 《性論》                                               | 商務印書館           | ISBN 9789620750984 | [ 27 ]        |
| 1990年 | 《性與德育》（合著）                                   | 三聯書店             | ISBN 9789620408090 | [ 28 ]        |
| 1991年 | 《禁果與人生》                                         | 三聯書店             | ISBN 9789620409073 | [ 29 ] [ 30 ] |
| 1993年 | 《性醫學新釋》（合著）                                 | 天地圖書             | ISBN 9789622574724 | [ 31 ]        |
| 1994年 | 《性愛謬論大審裁》                                     | 天地圖書             | ISBN 9789622576766 | [ 32 ]        |
| 1996年 | 《知己知彼》                                           | EMI                  | ISBN 9789627000013 | [ 33 ]        |
| 1997年 | 《性學紀實》                                           | 博益出版             | ISBN 9789621767042 | [ 34 ]        |
| 1997年 | 《性禁忌》                                             | 聚賢館               | ISBN 9789624363708 | [ 35 ]        |
| 1998年 | 《如何克服性機能障礙》                                 | 明報出版社           | ISBN 9789629731021 | [ 36 ]        |
| 1998年 | 《香港同志情慾物語》                                   | 明報出版社           | ISBN 9789629731182 | [ 37 ]        |
| 1999年 | 《鑑性實錄》                                           | 明窗出版社           | ISBN 9789629732127 | [ 38 ]        |
| 2011年 | 《至性情書@3033 : 吳敏倫與妻子徐梅的越界情書》（合著） | 天地圖書             | ISBN 9789882194137 | [ 39 ]        |
| 2014年 | 《我們是這樣相愛到老的》（合著）                       | 天地圖書             | ISBN 9789888255153 | [ 40 ]        |